# Lijst van Stolpersteine in Oldambt

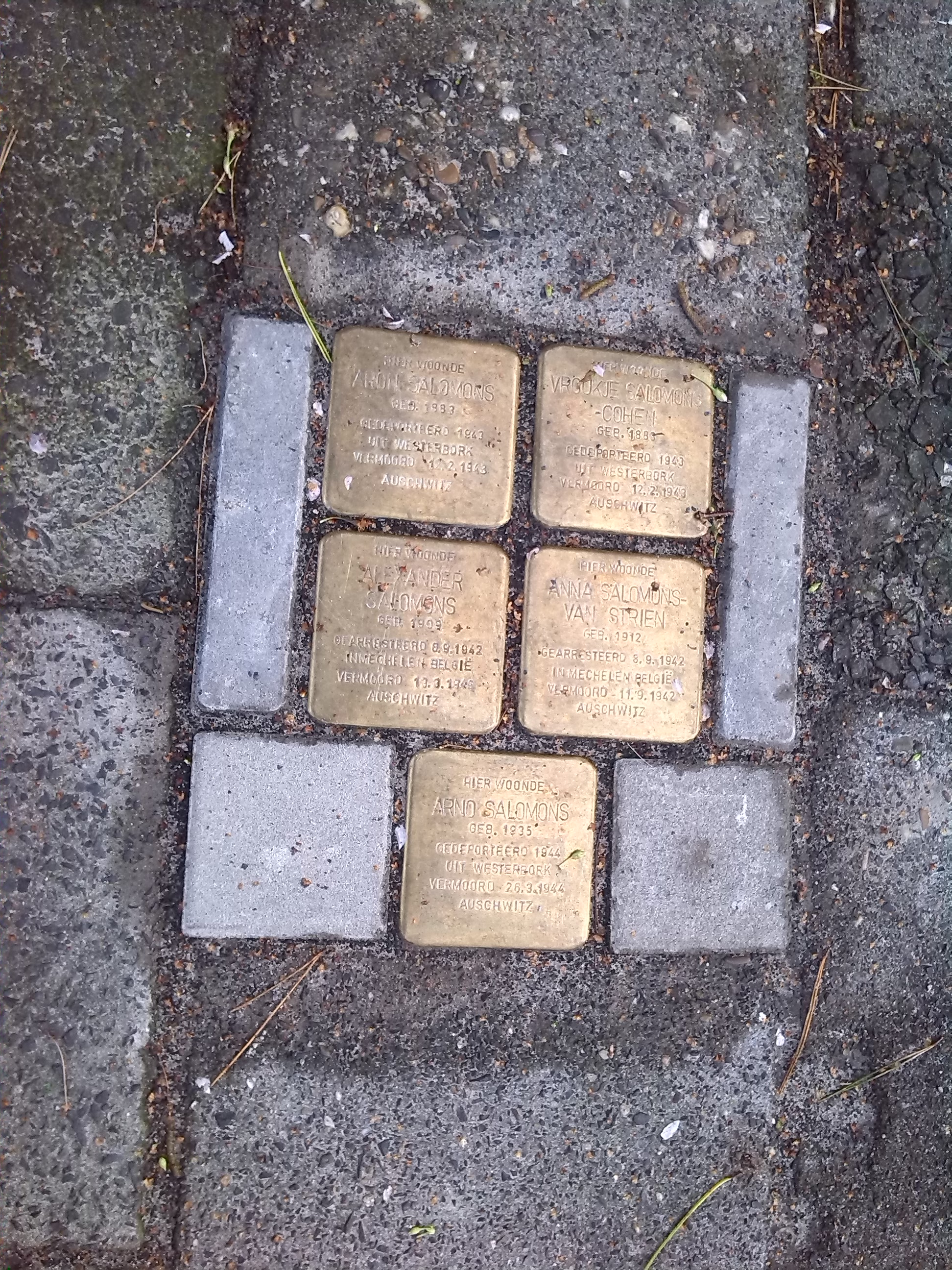
Stolpersteine voor familie Salomons in Winschoten

De Lijst van Stolpersteine in Oldambt geeft een overzicht van de Stolpersteine in de gemeente Oldambt in de Nederlandse provincie Groningen die zijn geplaatst in het kader van het Stolpersteine-project van de Duitse beeldhouwer-kunstenaar Gunter Demnig.
Stolpersteine zijn opgedragen aan slachtoffers van het nationaalsocialisme, al diegenen die zijn vervolgd, gedeporteerd, vermoord, gedwongen te emigreren of tot zelfmoord gedreven door het nazi-regime. Demnig legt voor elk slachtoffer een aparte steen, meestal voor de laatste zelfgekozen woning.

## Stolpersteine
In de gemeente Oldambt liggen 30 Stolpersteine: zes in Drieborg (een van deze stenen was de 40.000e die Gunter Demnig heeft geplaatst, op 3 juli 2013), acht in Midwolda, een in Nieuw-Beerta, in Nieuwolda en in Oudezijl, en dertien in Winschoten.  Omdat het Stolpersteine-project doorloopt, kan deze lijst onvolledig zijn.

### Drieborg
In Drieborg liggen zes Stolpersteine voor communistische onderduikgevers.
| Afbeelding | Inscriptie | Adres                      | Herdachte persoon          |
| ---------- | --- | -------------------------- | -------------------------- |
|            | HIER WOONDE HARM HULSING GEB. 1908 LID COMMUNISTISCHE PARTIJ NL WEGGEVOERD 18.4.1941 VERMOORD 11.5.1942 GROSZ-ROSEN  | Oudedijk 15 Drieborg       | Harm Hulsing (1908–1942)   |
|            | HIER WOONDE JAN OOSTERHUIS GEB. 1916 LID COMMUNISTISCHE PARTIJ NL WEGGEVOERD 18.4.1941 VERMOORD 29.6.1942 NATZWEILER | Oudedijk 113 Drieborg      | Jan Oosterhuis (1916–1942) |
|            | HIER WOONDE RENKE SCHIPPER GEB. 1901 [...] VERMOORD 6.11.1942 BUCHENWALD                                             | Oudedijk 8a Drieborg       | Renke Schipper (1901–1942) |
|            | HIER WOONDE KLAAS SMITH GEB. 1914 LID COMMUNISTISCHE PARTIJ NL WEGGEVOERD 18.4.1941 VERMOORD 15.5.1942 GROSZ-ROSEN   | opp. Oudedijk 109 Drieborg | Klaas Smith (1914–1942)    |
|            | HIER WOONDE LUPPO STEK GEB. 1884 LID COMMUNISTISCHE PARTIJ NL WEGGEVOERD 2.3.1942 VERMOORD 28.10.1942 BUCHENWALD     | Oudeweg 3 Drieborg         | Luppo Stek (1884–1942)     |
|            | HIER WOONDE GEERT TOPELEN GEB. 1894 LID COMMUNISTISCHE PARTIJ NL WEGGEVOERD 30.3.1941 VERMOORD 3.8.1942 BUCHENWALD   | Drieborg 36 Drieborg       | Geert Topelen (1894–1942)  |

### Nieuw-Beerta
In Nieuw-Beertaligt een Stolperstein.
| Afbeelding | Inscriptie | Adres                     | Herdachte persoon                   |
| ---------- | --- | ------------------------- | ----------------------------------- |
|            | HIER WOONDE WILLEM SCHWERTMANN GEB. 1892 LID COMMUNISTISCHE PARTIJ NL WEGGEVOERD 30.3.1941 VERMOORD 16.11.1943 FLOSSENBÜRG | Molenlaan 14 Nieuw-Beerta | Willem Baus Schwertmann (1892–1943) |

### Nieuwolda
Er is een Stolperstein in Nieuwolda.
| Afbeelding | Inscriptie                                                                                      | Adres                                    | Herdachte persoon       |
| ---------- | ----------------------------------------------------------------------------------------------- | ---------------------------------------- | ----------------------- |
|            | HIER WOONDE ARENT LEVIE GEB. 1886 GEDEPORTEERD 1942 UIT WESTERBORK VERMOORD 30.9.1942 AUSCHWITZ | Burgemeester Waalkensstraat 17 Nieuwolda | Arent Levie (1886–1942) |

### Oudezijl
Er is een Stolperstein in Oudezijl.
| Afbeelding | Inscriptie | Adres                             | Herdachte persoon              |
| ---------- | --- | --------------------------------- | ------------------------------ |
|            | HIER WOONDE BEREND SCHWEERTMAN GEB. 1898 LID COMMUNISTISCHE PARTIJ NL WEGGEVOERD 24.4.1941 VERMOORD 28.3.1942 GROSZ-ROSEN | B55 respectievelijk A391 Oudezijl | Berend Schweertman (1898–1942) |

### Winschoten
In Winschoten liggen negen Stolpersteine, opgedragen aan de Joodse gezinnen Salomons en Frank.
| Afbeelding | Inscriptie | Adres                         | Herdachte persoon                    |
| ---------- | --- | ----------------------------- | ------------------------------------ |
|            | HIER WOONDE IZAK FRANK GEB. 1939 GEÏNTERNEERD 5-10-1042 GEDEPORTEERD 9-10-1042 UIT WESTERBORK VERMOORD 12.10.1942 AUSCHWITZ          | Engelsestraat 39 Winschoten   | Izak Frank (1939–1942)               |
|            | HIER WOONDE JAKOB 'JAAP' FRANK GEB. 1904 GEÏNTERNEERD 5-10-1042 GEDEPORTEERD 9-10-1042 UIT WESTERBORK VERMOORD 31-1-1943 AUSCHWITZ   | Engelsestraat 39 Winschoten   | Jakob Frank (1904–1943)              |
|            | HIER WOONDE MINNA FRANK GEB. 1936 GEÏNTERNEERD 5-10-1042 GEDEPORTEERD 9-10-1042 UIT WESTERBORK VERMOORD 12.10.1942 AUSCHWITZ         | Engelsestraat 39 Winschoten   | Minna Frank (1936–1942)              |
|            | HIER WOONDE HERTA FRANK-VRENGEL GEB. 1914 GEÏNTERNEERD 5-10-1042 GEDEPORTEERD 9-10-1042 UIT WESTERBORK VERMOORD 12.10.1942 AUSCHWITZ | Engelsestraat 39 Winschoten   | Herta Frank-Vrengel (1914–1942)      |
|            | HIER WOONDE ALEXANDER SALOMONS GEB. 1909 GEARRESTEERD 8.9.1942 IN MECHELEN BELGIË VERMOORD 13.3.1943 AUSCHWITZ                       | Dr. D. Bosstraat 1 Winschoten | Alexander Salomons (1909–1943)       |
|            | HIER WOONDE ARNO SALOMONS GEB. 1935 GEDEPORTEERD 1944 UIT WESTERBORK VERMOORD 26.3.1944 AUSCHWITZ                                    | Dr. D. Bosstraat 1 Winschoten | Arno Salomons (1935–1944)            |
|            | HIER WOONDE ARON SALOMONS GEB. 1883 GEDEPORTEERD 1943 UIT WESTERBORK VERMOORD 12.2.1943 AUSCHWITZ                                    | Dr. D. Bosstraat 1 Winschoten | Aron Salomons (1883–1943)            |
|            | HIER WOONDE VROUKJE SALOMONS -COHEN GEB. 1883 GEDEPORTEERD 1943 UIT WESTERBORK VERMOORD 12.2.1943 AUSCHWITZ                          | Dr. D. Bosstraat 1 Winschoten | Vroukje Salomons-Cohen (1883–1943)   |
|            | HIER WOONDE ANNA SALOMONS- VAN STRIEN GEB. 1912 GEARRESTEERD 8.9.1942 IN MECHELEN BELGIË VERMOORD 11.9.1942 AUSCHWITZ                | Dr. D. Bosstraat 1 Winschoten | Anna Salomons-van Strien (1912–1942) |

## Data van plaatsingen
- 3 juli 2013: Drieborg
- 29 oktober 2015: Winschoten
- 4 augustus 2017: Nieuwolda
- 17 september 2024: vier Stolpersteine in de Engelsestraat in Winschoten